# Persea maguirei
Persea maguirei är en lagerväxtart som beskrevs av Kopp. Persea maguirei ingår i släktet avokador, och familjen lagerväxter. Inga underarter finns listade i Catalogue of Life.